# Klaus Hänsch

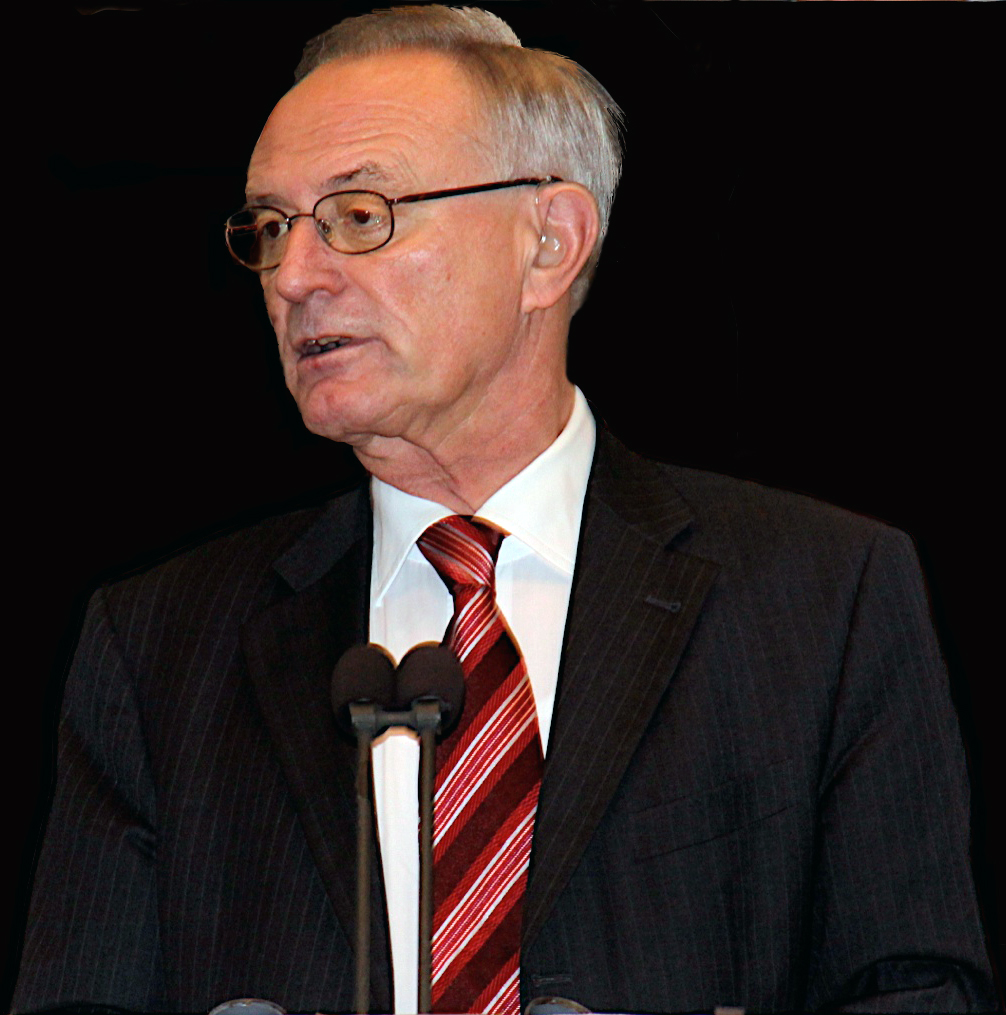
Klaus Hänsch

Klaus Hänsch (Sprottau, 15 december 1938) is een Duits politicus en Europarlementariër. Hänsch is lid van de SPD, die onderdeel uitmaakt van de Partij van de Europese Sociaaldemocraten. Van 1994 tot 1997 was hij voorzitter van het Europees Parlement.